# Altenstadt (Weilheim-Schongau járás)
Altenstadt település Németországban, azon belül Bajorországban. Lakosainak száma 3299 fő (2023. december 31.). Altenstadt Burggen, Ingenried, Schwabbruck, Schwabsoien, Schongau és Hohenfurch községekkel határos.

## Népesség
A település népessége az elmúlt években az alábbi módon változott:
| Lakosok száma | 421  | 2535 | 2425 | 2870 | 3230 | 3239 | 3307 | 3289 | 3287 | 3299 |
|               | 1875 | 1950 | 1975 | 1987 | 2012 | 2014 | 2016 | 2017 | 2021 | 2023 |